# Beber
|  | Per a altres significats, vegeu «Bever (desambiguació)». |

El Beber (baix alemany Bever) és un afluent del riu Ohre a Saxònia-Anhalt d'una llargada de quasi disset quilòmetres.
Neix al mont Butterberg, un pujol boscós al sud de Bregenstedt. Rega els nuclis d'Emden, Bebertal i a la ciutat d'Haldensleben els nuclis Hundisburg i Althaldensleben. Desemboca al nord-est de Wedringen a l'Ohre. La seva conca cobreix uns 194 km². Al seu marge es troben les runes de l'església romànica de Nordhusen del 1214, l'únic edifici del despoblat que queda dempeus.

## Afluents
- Schafbade
- Sieggraben
- Krummbeek
- Riehe
- Olbe
- Garbe

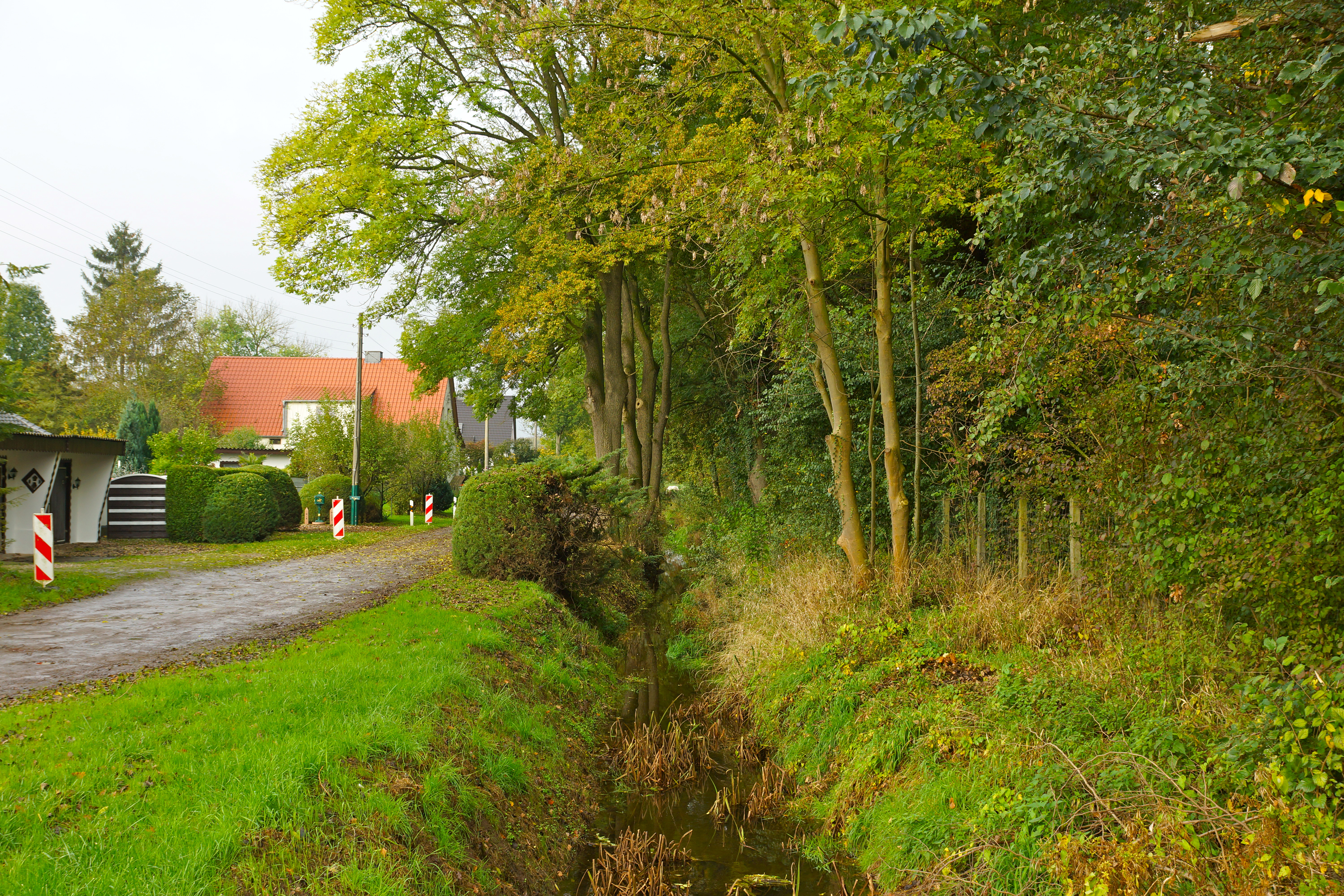
A Emden
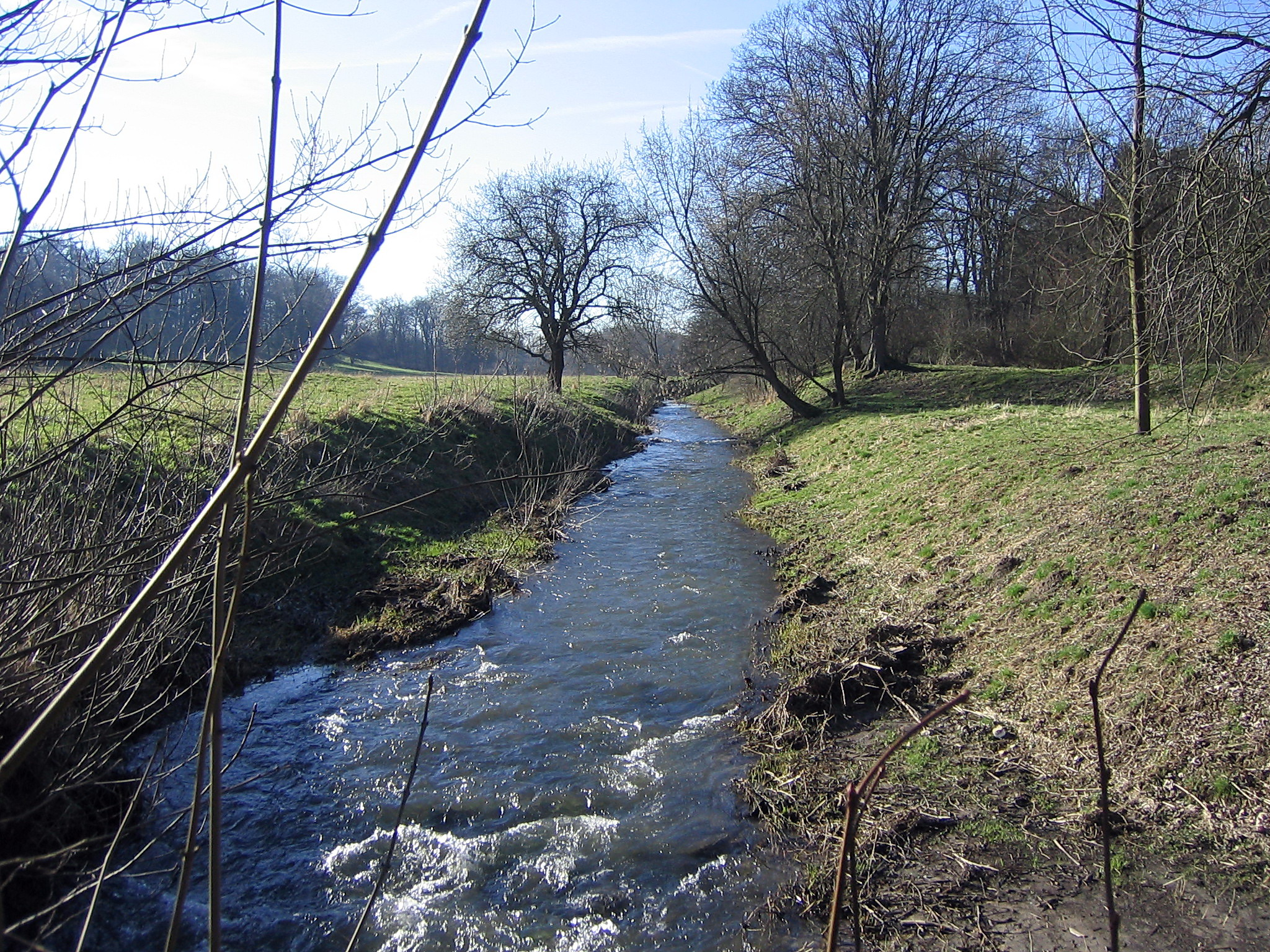
A Hundisburg
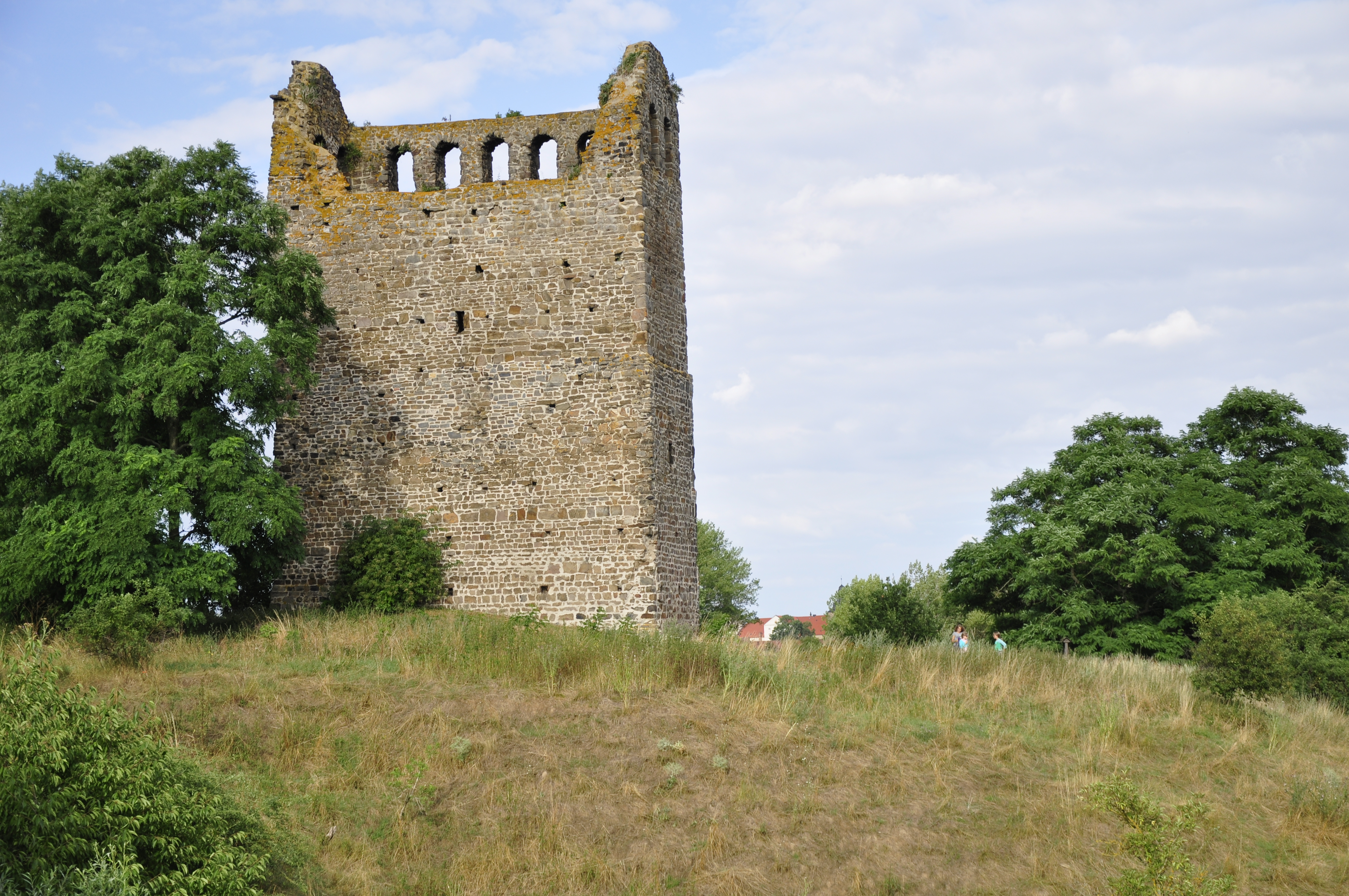
Runes romàniques de Nordhusen